# Meitner (cráter de Venus)
Meitner es un cráter de impacto perteneciente al planeta Venus, situado en las coordenadas 55,6 de latitud Sur y 321,6 de longitud Este, con un diámetro de 149 km. Pertenece a la zona del planeta denominada Planitia Labinia.
Presenta una configuración característica, compuesta por una sucesión de prominentes anillos concéntricos, con un perímetro muy irregular que recuerda el aspecto de los pétalos de un girasol.
Las imágenes de su superficie (en este caso, procedentes de la sonda Magallanes que cartografió Venus entre 1989 y 1994) deben captarse utilizando el radar, debido a la densa atmósfera del planeta.
Debe su nombre a la física austríaca Lise Meitner (1878–1968).